# Discographie de John Lennon
Vous lisez un « article de qualité » labellisé en 2011.
La discographie de John Lennon comprend l'ensemble des disques qu'il a publiés durant sa carrière solo, de son premier album expérimental, Unfinished Music No.1: Two Virgins en 1968, à son assassinat en 1980, ainsi que tous les albums publiés à titre posthume, sous la direction de sa femme Yoko Ono, qu'ils contiennent ou non des titres inédits. Ce sont ainsi près de 25 albums (studio, en concert ou compilations) auxquels s'ajoutent une vingtaine de singles. Ces disques complètent par ailleurs tous les disques enregistrés avec les Beatles, entre 1962 et 1970.
En solo, John Lennon a publié huit albums studio, de 1970 à 1984 (le dernier, Milk and Honey, étant publié à titre posthume). S'y ajoutent trois albums de musique expérimentale réalisés avec Yoko Ono en 1968 et 1969, dont le succès a été très limité. Les apparitions sur scène de Lennon durant sa carrière solo étant très rares, les albums en concert ne sont qu'au nombre de deux : un paru de son vivant, l'autre six ans après son assassinat. Onze compilations ont également été publiées, dont une seule de son vivant, Shaved Fish.
Du côté des singles, vingt-et-un ont été publiés, dont huit après sa mort. Plusieurs ont atteint la première place des classements, d'un côté ou de l'autre de l'Atlantique, notamment le célèbre Imagine. Le seul à avoir été no 1 à la fois au Royaume-Uni et aux États-Unis est (Just Like) Starting Over, paru en 1980, qui a fortement profité de la nouvelle de la mort du chanteur.

## Albums

### Albums expérimentaux
Les premiers albums de Lennon sans les Beatles sont trois albums de musique expérimentale du couple qu'il forme avec Yoko Ono. Le premier opus est Unfinished Music No.1: Two Virgins, que le couple publie dans la lignée de la chanson Revolution 9 parue sur l'album blanc des Beatles. La pochette de l'album fait scandale : les deux artistes y posent totalement nus, de face au recto et de dos au verso,  ce qui entraîne une censure dans plusieurs pays. L'album n'entre pas dans les hit-parades britanniques et reste très bas dans les classements américains, son caractère avant-gardiste ne séduisant pas le grand public.
L'année suivante, le couple réalise Unfinished Music No.2: Life with the Lions, dans la même veine : ce second opus présente des bruitages divers et des témoignages de la période difficile que traverse alors le couple (fausse couche de Yoko et soucis judiciaires liés à la drogue). Une fois encore, le public n'est pas au rendez-vous.
Le troisième et dernier album expérimental du couple est publié la même année pour célébrer leur mariage, et est justement intitulé Wedding Album. La première face présente les deux époux s'appelant l'un l'autre sur fond de battement de cœurs, tandis que la seconde présente des extraits d'interviews et dialogues enregistrés pendant le Bed-in for Peace d'Amsterdam. Le tout est accompagné d'un luxueux coffret contenant un fac-similé du contrat de mariage des Lennon et d'une photographie d'une part de gâteau. Comme les deux précédents, l'album est un échec commercial.
| Année | Album                                      | Hit-parades américains |
| ----- | ------------------------------------------ | ---------------------- |
| 1968  | Unfinished Music No.1: Two Virgins         | N° 122                 |
| 1969  | Unfinished Music No.2: Life with the Lions | N° 174                 |
| 1969  | Wedding Album                              | N° 178                 |

### Albums studio

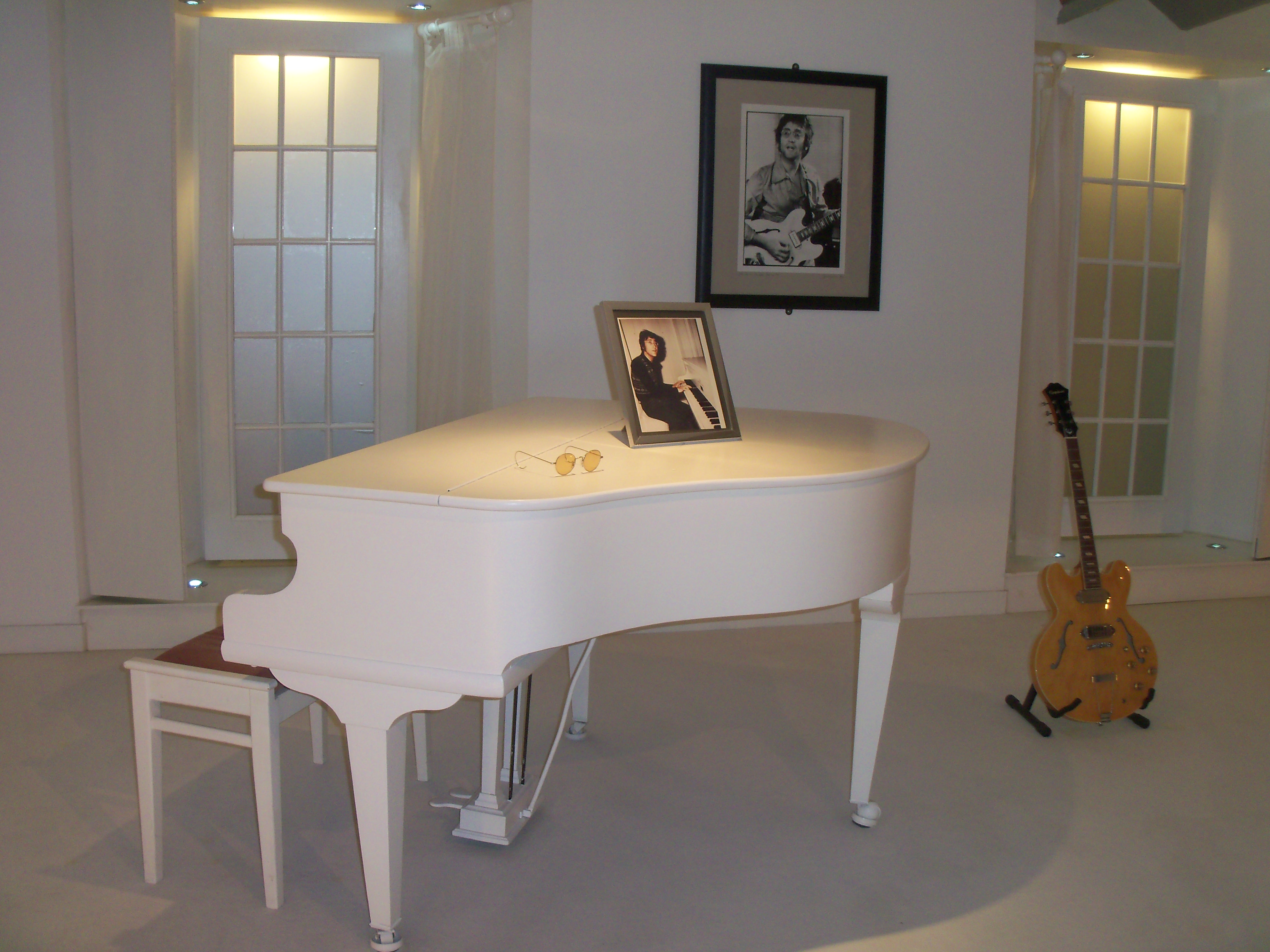
Imagine, la chanson la plus populaire de Lennon, a été composée dans la pièce ici recréée par le Beatles Story Museum.

John Lennon est l'auteur, dans sa carrière solo, de huit albums studio, dont un posthume. Plusieurs ont été réalisés avec son épouse Yoko Ono. Dès la séparation des Beatles, à la mi-1969, il s'attaque à son premier album solo non expérimental, John Lennon/Plastic Ono Band publié avec pour jumeau celui de son épouse, intitulé Yoko Ono/Plastic Ono Band, en 1970. L'album est une véritable thérapie par laquelle Lennon exorcise ses vieux démons, qu'il s'agisse de la drogue ou de la disparition de sa mère. Apprécié par la critique, il se classe convenablement dans les hit-parades.
L'année suivante paraît l'album le plus populaire de Lennon, Imagine. La critique comme le public le plébiscitent. En 1972, Lennon et Ono proposent un album plus politisé, Some Time in New York City, qui aborde plusieurs sujets d'actualité, tels que le Bloody Sunday. Le public, tout comme la presse, n'est pas au rendez-vous, ce qui marque la fin de la période prospère de Lennon,.
L'échec de son dernier album le pousse vers une période de remise en question qui aboutit, en 1973, à l'album Mind Games, préparé alors que s'amorce sa séparation provisoire d'avec Ono (qu'il appellera son « lost week-end »). Celui-ci marque un abandon définitif des chansons politiquement et violemment engagées, et une remontée flagrante dans les hit-parades américains. L'année suivante, un nouvel album dans la même veine, Walls and Bridges, confirme cette tendance en atteignant la tête de ce même classement. Lennon s'y livre notamment à un duo avec son ami Elton John, qui le pousse à monter avec lui sur scène pour la dernière fois, le 28 novembre 1974.
En 1975, enfin, Lennon se voit obligé d'enregistrer un album de reprises, afin d'éviter un procès pour plagiat d'un vers de Chuck Berry. Il enregistre ainsi Rock 'n' Roll, album reprenant des classiques du genre. À la suite de son retour auprès de Yoko Ono et l'annonce de l'arrivée d'un enfant, Lennon se retire du monde du spectacle pour cinq ans.
Il fait son grand retour en 1980, sur un album réalisé avec Yoko Ono : Double Fantasy. Tandis que tous ses précédents disques ont été publiés chez Apple, celui-ci l'est chez Geffen. John Lennon a en effet du mal à trouver un label qui accepte de signer en même temps un contrat pour son épouse. L'album connaît un bon succès commercial, propulsé par certains hits, mais est accueilli de façon mitigée par les critiques à cause de l'implication de Yoko Ono. L'assassinat de John Lennon peu après la sortie du disque a pour effet de stimuler les ventes, ce qui permet à l'album de bondir en tête des ventes des deux côtés de l'Atlantique. En 1984, Yoko Ono publie à titre posthume l'album Milk and Honey, qu'ils étaient tous deux en train de travailler au moment du drame.
| Année | Album                        | Hit-parades britanniques | Hit-parades américains |
| ----- | ---------------------------- | ------------------------ | ---------------------- |
| 1970  | John Lennon/Plastic Ono Band | N° 8                     | N° 6                   |
| 1971  | Imagine                      | N° 1                     | N° 1                   |
| 1972  | Some Time in New York City   | N° 11                    | N° 48                  |
| 1973  | Mind Games                   | N° 13                    | N° 9                   |
| 1974  | Walls and Bridges            | N° 6                     | N° 1                   |
| 1975  | Rock 'n' Roll                | N° 6                     | N° 6                   |
| 1980  | Double Fantasy               | N° 1                     | N° 1                   |
| 1984  | Milk and Honey (posthume)    | N° 3                     | N° 11                  |

### Albums en public
Durant sa carrière solo, les apparitions de Lennon sur scène sont rares, et souvent courtes ou improvisées. Il existe donc peu d'enregistrements, que ce soit audio ou vidéo, de ses prestations. En dehors de Live Jam, le deuxième disque de l'album Some Time in New York City, il existe seulement deux albums en public de John Lennon.
Le premier est Live Peace in Toronto 1969, publié en décembre 1969, avant la fin officielle des Beatles. Il s'agit également du premier album live publié par les Beatles, seuls ou en groupe. L'album restitue la prestation de Lennon et Yoko Ono, accompagnés du Plastic Ono Band (dont c'est la première apparition), au cours du Toronto Rock and Roll Revival Festival.
En 1986, six ans après la mort de Lennon, Yoko Ono publie l'album Live in New York City, réalisé à partir d'un concert de 1972. Bien qu'il s'agisse d'un témoignage important de la carrière de Lennon, l'album déçoit, notamment par la faiblesse des prises choisies.
L'ultime prestation de Lennon en public, en duo avec Elton John le 28 novembre 1974, figure sur l'album live d'Elton John Here and There. Absents de la première édition de l'album en 1976, les morceaux avec Lennon sont ajoutés vingt ans plus tard lors de sa réédition en CD.
| Année | Album                      | Hit-parades britanniques | Hit-parades américains |
| ----- | -------------------------- | ------------------------ | ---------------------- |
| 1969  | Live Peace in Toronto 1969 | —                        | N° 10                  |
| 1986  | Live in New York City      | N° 55                    | N° 41                  |

### Compilations

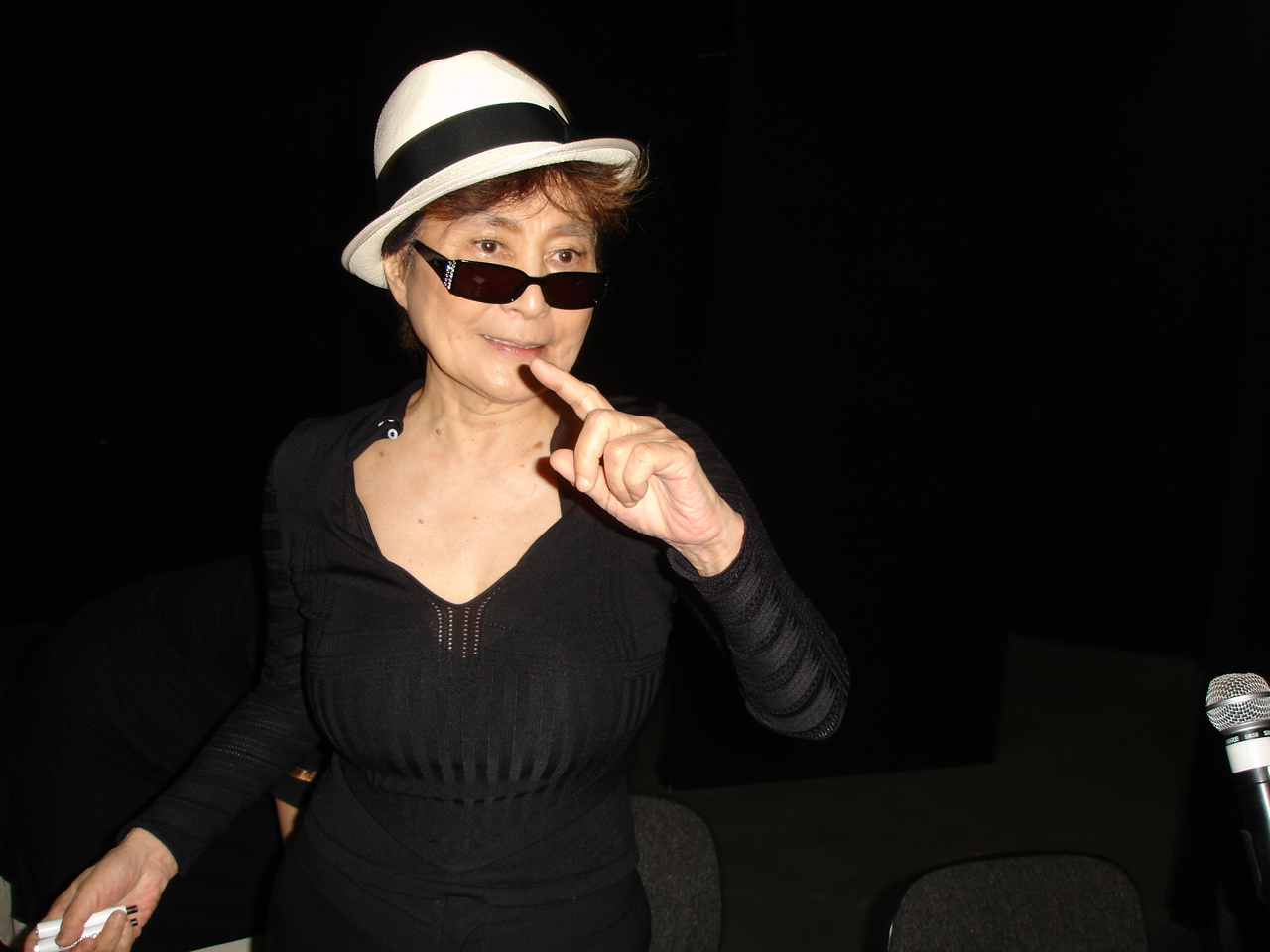
Yoko Ono a étroitement surveillé la préparation de la plupart des compilations parues après la mort de Lennon.

Une seule compilation de Lennon paraît de son vivant : il s'agit de Shaved Fish, en 1975, qui reprend ses singles parus jusqu'à cette date. L'album est également la dernière production de Lennon jusqu'à son retour actif à la musique en 1980.
Plusieurs autres compilations ne comportant que des titres déjà publiés sortent dans les années qui suivent l'assassinat de l'artiste, comme The John Lennon Collection (1982), Lennon Legend: The Very Best of John Lennon, son successeur, en 1997 et surtout le quadruple album Lennon, compilé par le spécialiste Mark Lewisohn, qui mélange chansons originales, versions live et enregistrements inédits.
Ces enregistrement inédits (nouvelles versions de chansons déjà produites, pour la plupart) sont également placés dans des albums à part, produits sous l'œil attentif de Yoko Ono. Le premier est Menlove Ave. (du nom de la rue où Lennon a passé son enfance), en 1986. Suivent les albums Wonsaponatime en 1998, et Acoustic en 2004. Ces deux derniers reprennent cependant, pour l'essentiel, des extraits du quadruple album John Lennon Anthology de 1998, produit dans la foulée de la série The Beatles Anthology de 1995 et 1996. À ces albums de versions inédites s'ajoutent deux bandes originales de documentaires : Imagine: John Lennon et The U.S. vs. John Lennon, ainsi que la compilation Peace, Love & Truth de 2005, destinée aux marchés asiatiques et à l'Australie.
Enfin, le plus gros projet de compilations apparaît en 2010, année marquant le soixante-dixième anniversaire du chanteur et le trentième de son assassinat. L'intégralité de son catalogue est remastérisé pour l'occasion, par la même équipe qui s'est chargée des chansons des Beatles l'année précédente. Le résultat se présente sous trois formats visant des publics différents. Un album simple, Power to the People: The Hits reprend ses quinze plus grands titres, pour le grand public. Le coffret John Lennon Signature Box reprend l'intégrale de ses albums studio, des singles et plusieurs versions alternatives, à destination des fans souhaitant acquérir la collection complète. Enfin, le quadruple album Gimme Some Truth s'impose comme intermédiaire entre le bas prix du premier et la quantité de chansons du deuxième.
| Année | Album                                       | Hit-parades britanniques | Hit-parades américains |
| ----- | ------------------------------------------- | ------------------------ | ---------------------- |
| 1975  | Shaved Fish                                 | N° 8                     | N° 12                  |
| 1982  | The John Lennon Collection                  | N° 1                     | N° 33                  |
| 1986  | Menlove Ave.                                | —                        | N° 127                 |
| 1988  | Imagine: John Lennon                        | N° 64                    | N° 31                  |
| 1990  | Lennon                                      | —                        | —                      |
| 1997  | Lennon Legend: The Very Best of John Lennon | N° 3                     | N° 65                  |
| 1998  | John Lennon Anthology                       | N° 62                    | N° 99                  |
| 1998  | Wonsaponatime                               | N° 76                    | —                      |
| 2004  | Acoustic                                    | N° 31                    | N° 31                  |
| 2005  | Peace, Love & Truth                         | —                        | —                      |
| 2005  | Working Class Hero: The Definitive Lennon   | N° 11                    | N° 135                 |
| 2006  | The U.S. vs. John Lennon                    | —                        | —                      |
| 2010  | Gimme Some Truth                            | —                        | N° 196                 |
| 2010  | Power to the People: The Hits               | N° 15                    | N° 24                  |
| 2010  | John Lennon Signature Box                   | —                        | N° 148                 |
| 2020  | Gimme Some Truth : The Ultimate Mixes       | N° 3                     | N° 40                  |

### Collaborations
- 1970 : Yoko Ono/Plastic Ono Band de Yoko Ono - John: Guitare
- 1971 : Fly de Yoko Ono - John: Guitare, piano, orgue
- 1973 : Ringo de Ringo Starr - John: Piano et chœurs sur I'm The Greatest qu'il a écrite et composé
- 1973 : Approximately Infinite Universe de Yoko Ono - John: guitare, chœurs
- 1973 : Feeling the Space de Yoko Ono - John: guitare sur Woman Power et She Hits Back
- 1974 : Goodnight Vienna de Ringo Starr - John: Piano, chœurs, a écrit, composé et joué sur (It’s All Down to) Goodnight Vienna et (It’s All Down to) Goodnight Vienna (reprise)
- 1975 : Young Americans de David Bowie - John: chœurs, guitare acoustique sur Fame et Across the Universe
- 1976 : Here and There de Elton John - Sur la réédition en 1996 de cet album live de Elton, on retrouve John Lennon à la guitare et au chant sur 3 de ses chansons, Whatever Gets You Thru the Night, Lucy in the Sky with Diamonds et I Saw Her Standing There.
- 1976 : Ringo's Rotogravure de Ringo Starr - John: piano sur Cookin' (In the Kitchen Of Love)

### Production
- 1965 : You've Got to Hide Your Love Away - Single de The Silkie -  John produit, Paul McCartney et George Harrison jouent sur ce single.
- 1970 : Yoko Ono/Plastic Ono Band de Yoko Ono, produit par John Lennon et Yoko Ono
- 1971 : Fly de Yoko Ono, produit par John Lennon et Yoko Ono
- 1972 : Elephant's Memory du  groupe homonyme,  produit par John Lennon et Yoko Ono
- 1973 : Approximately Infinite Universe de Yoko Ono, produit par John Lennon et Yoko Ono
- 1974 : Pussy Cats de Harry Nilsson, produit par John Lennon assisté par Mal Evans et May Pang, mais il ne joue pas sur l'album

## Singles

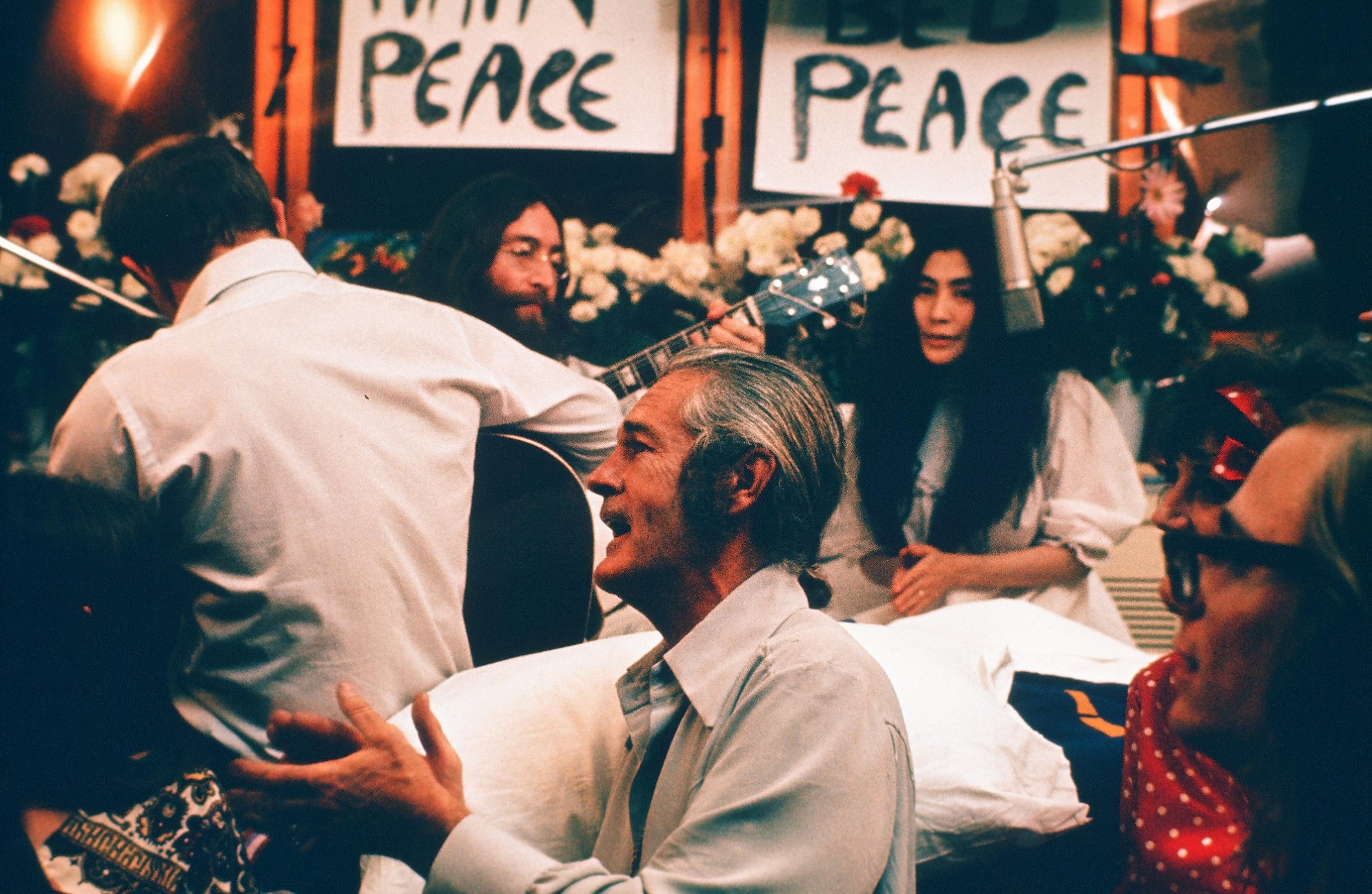
Give Peace a Chance, le premier single de Lennon, a été enregistré au cours du Bed-in for Peace de Montréal.

Les tout premiers singles de Lennon sont réalisés dans un contexte particulier puisque les Beatles existent encore. C'est ainsi que Give Peace a Chance, écrit par le seul Lennon, est créditée Lennon/McCartney, par habitude. Une autre chanson qu'il prépare, Cold Turkey, est au départ envisagée comme single des Beatles, mais elle est jugée trop personnelle par Paul McCartney, et Lennon la publie donc en solo : il s'agit de la première chanson créditée à son seul nom, véritable prise de distance vis-à-vis du groupe qu'il quitte, de facto mais sans l'annoncer, la même année. Le single suivant, Instant Karma!, est enregistré dans les studios Abbey Road en un temps record, avec la participation de George Harrison.
Vient ensuite Mother, chanson issue de son premier album solo bien qu'elle soit assez peu commerciale. S'ensuivent en 1971 et 1972 quatre singles très engagés politiquement, dont Imagine, sa plus célèbre chanson. Un autre single dans cette veine, Woman Is the Nigger of the World est pour sa part censuré à la radio. Au cours du lost week-end en 1974, Lennon revient aux compositions plus personnelles (Mind Games et #9 Dream), et s'offre également une reprise d'un classique du rock, Stand by Me, son dernier single avant son retour de 1980. Auparavant, Lennon a également pu s'offrir une escapade plus pop avec son ami Elton John : Whatever Gets You Thru the Night. Il s'agit également de son premier numéro un américain, qui lui vaut une apparition en public à la suite d'un pari avec son partenaire.
Le dernier single publié par Lennon de son vivant est intitulé, assez ironiquement, (Just Like) Starting Over (« comme un nouveau départ »), en 1980. Deux autres singles issus de l'album Double Fantasy sortent à la suite de la mort de Lennon, ainsi qu'une sortie single de Love, chanson à l'origine parue sur l'album John Lennon/Plastic Ono Band en 1970. Avec la sortie en 1984 de l'album Milk and Honey sortent les quatre derniers singles inédits de Lennon. Si le premier, Nobody Told Me, suscite un certain engouement, ce n'est pas le cas des trois suivants : le dernier, Every Man Has a Woman Who Loves Him ne se classe ni dans les hit-parades américains, ni dans les britanniques. Enfin, en 1985, EMI publie de façon assez étonnante Jealous Guy, sortie près de quinze ans plus tôt : le succès du single est assez limité.
| Année | Single                              | hit-parades britanniques | hit-parades américains |
| ----- | ----------------------------------- | ------------------------ | ---------------------- |
| 1969  | Give Peace a Chance                 | N° 2                     | N° 14                  |
| 1969  | Cold Turkey                         | N° 12                    | N° 30                  |
| 1970  | Instant Karma! (We All Shine On)    | N° 5                     | N° 3                   |
| 1970  | Mother                              | non publié               | N° 43                  |
| 1971  | Power to the People                 | N° 6                     | N° 11                  |
| 1971  | Imagine                             | N° 1                     | N° 3                   |
| 1971  | Happy Xmas (War Is Over)            | N° 2                     | N° 3                   |
| 1972  | Woman Is the Nigger of the World    | non publié               | N° 57                  |
| 1973  | Mind Games                          | N° 26                    | N° 18                  |
| 1974  | Whatever Gets You Thru the Night    | N° 36                    | N° 1                   |
| 1975  | #9 Dream                            | N° 23                    | N° 9                   |
| 1975  | Stand by Me                         | N° 30                    | N° 20                  |
| 1980  | (Just Like) Starting Over           | N° 1                     | N° 1                   |
| 1981  | Woman                               | N° 1                     | N° 2                   |
| 1981  | Watching the Wheels                 | N° 30                    | N° 10                  |
| 1982  | Love                                | N° 41                    | —                      |
| 1984  | Nobody Told Me                      | N° 6                     | N° 5                   |
| 1984  | Borrowed Time                       | N° 32                    | N° 108                 |
| 1984  | I'm Stepping Out                    | N° 88                    | N° 55                  |
| 1984  | Every Man Has a Woman Who Loves Him | —                        | —                      |
| 1985  | Jealous Guy                         | N° 65                    | N° 80                  |